# Flotjärnen, Värmland
Flotjärnen är en sjö i Arvika kommun i Värmland och ingår i Göta älvs huvudavrinningsområde.